# تپه شماره ۳ هفت چوبه
تپه شماره ۳ هفت چوبه مربوط به سدهٔ ۶ و ۹ ه‍.ق است و در شهرستان ورامین، بخش جوادآباد، روستای هفت چوبه واقع شده و این اثر در تاریخ ۱۲ بهمن ۱۳۸۱ با شمارهٔ ثبت ۷۴۳۲ به‌عنوان یکی از آثار ملی ایران به ثبت رسیده است.